# Dacrymyces capitatus
Dacrymyces capitatus är en svampart som beskrevs av Schwein. 1832. Dacrymyces capitatus ingår i släktet Dacrymyces och familjen Dacrymycetaceae.   Inga underarter finns listade i Catalogue of Life.

## Källor

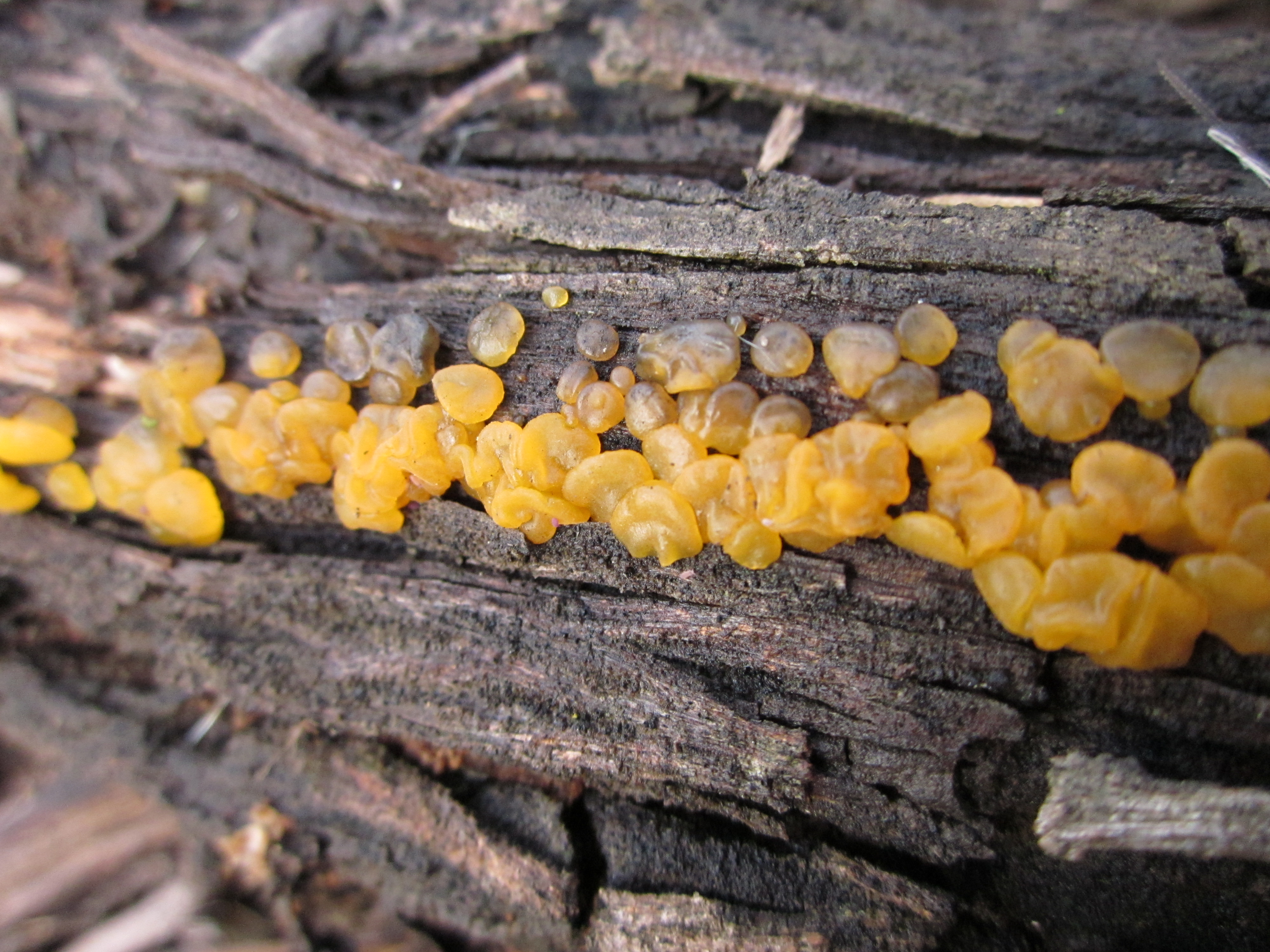
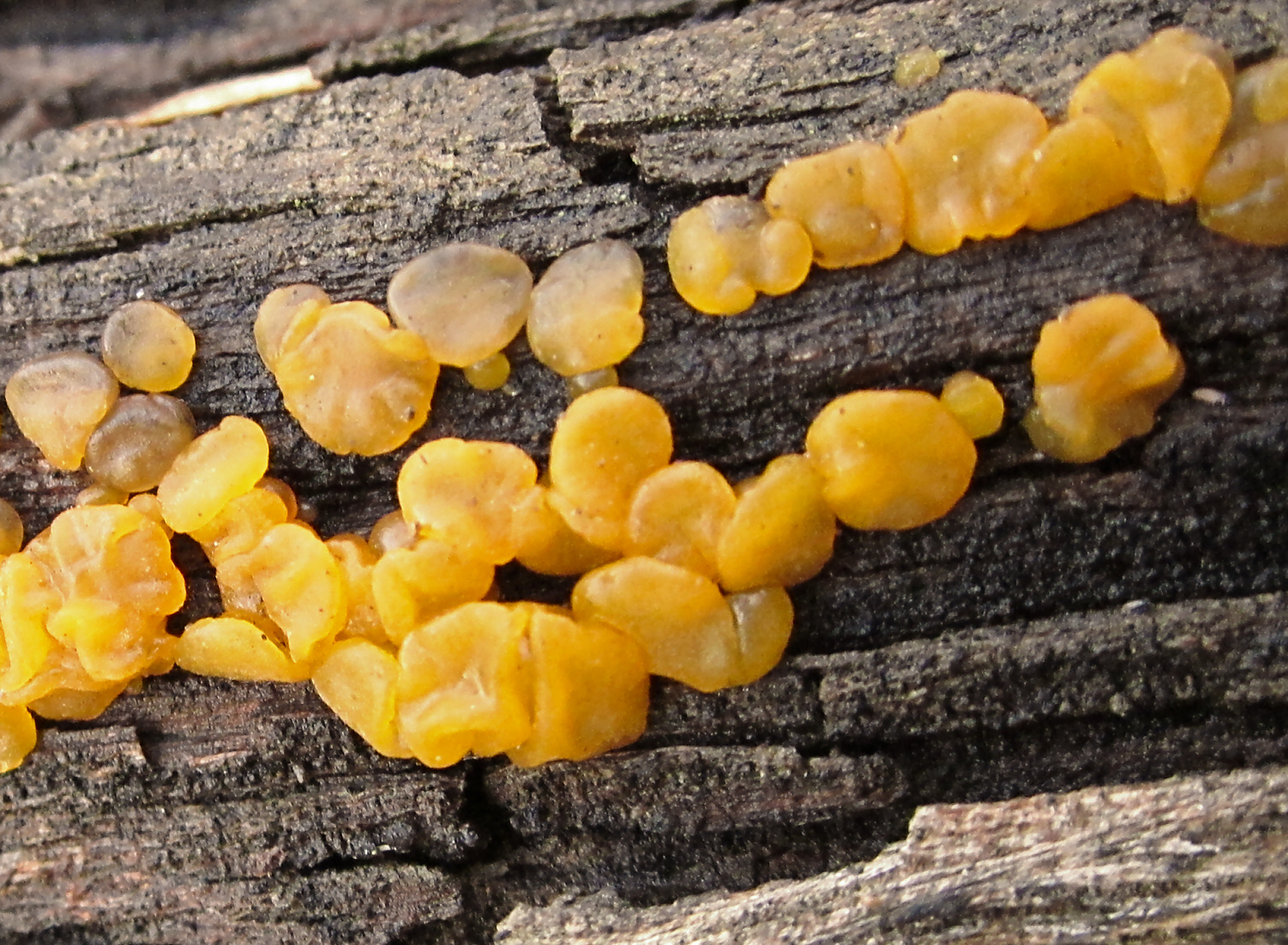
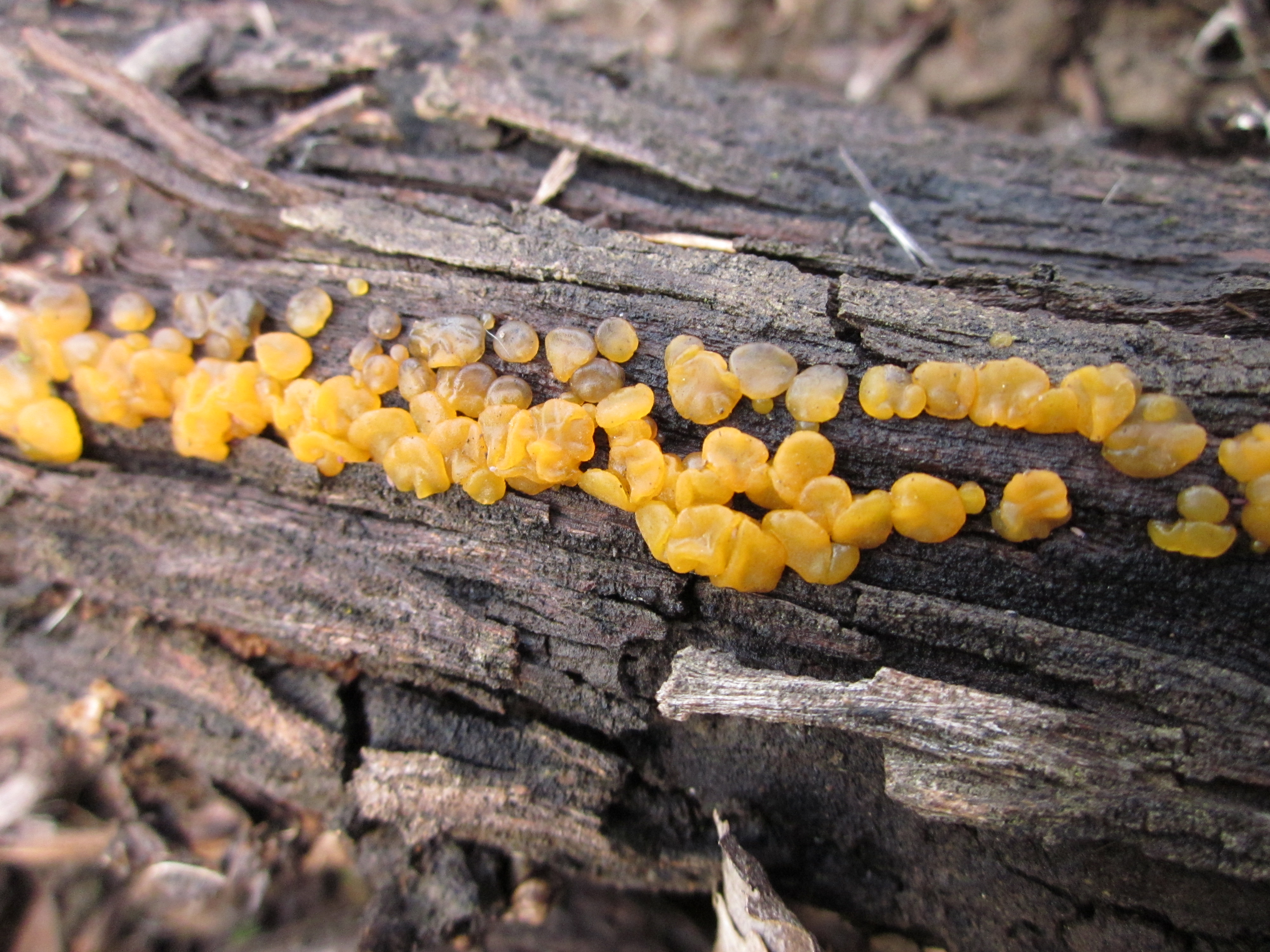
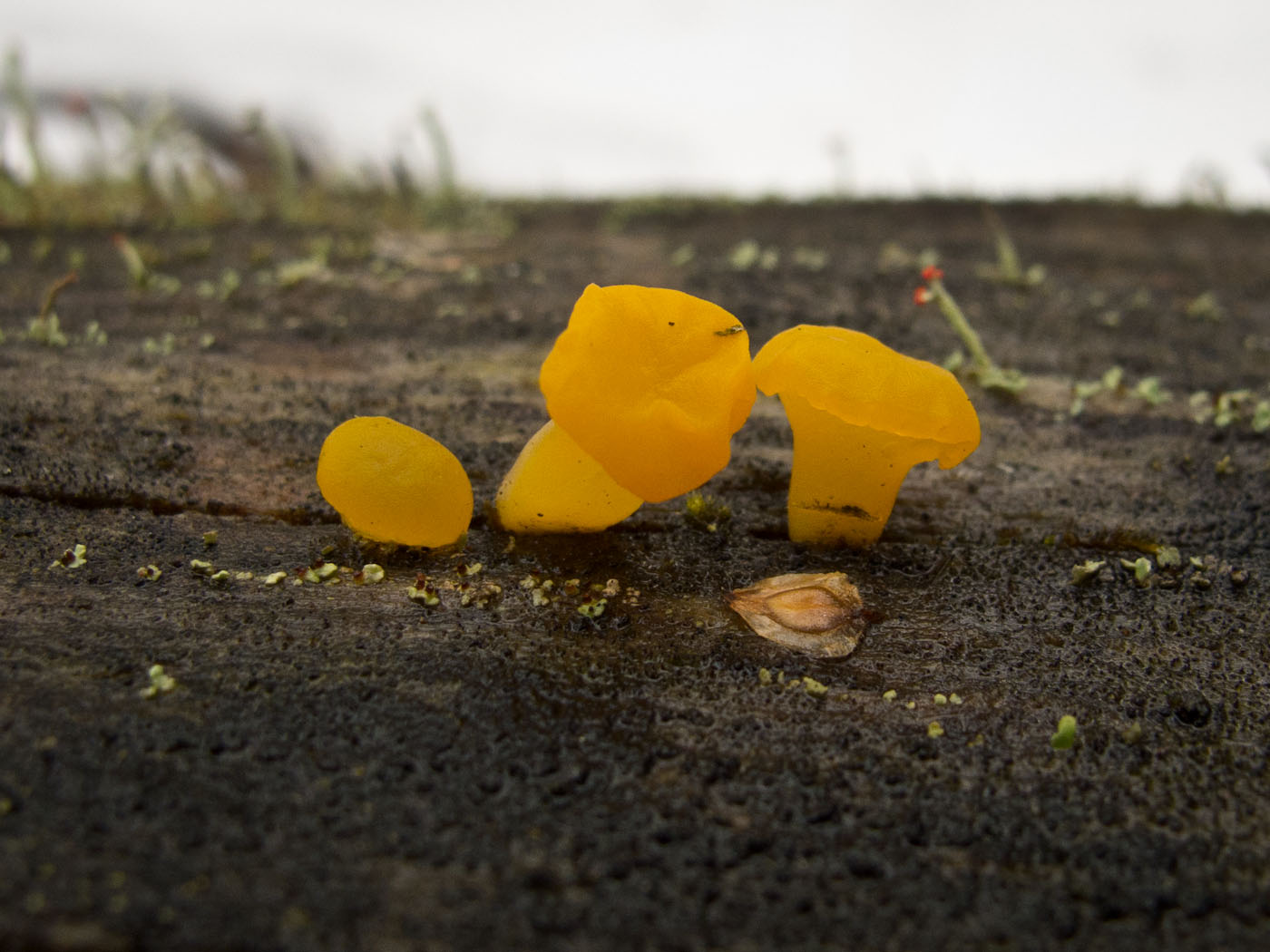